# کندی بلیدز
کندی بلیدز (به انگلیسی: Kennedy Blades،  زادهٔ ۴ سپتامبر ۲۰۰۳) یک کشتی‌گیر آزادکار اهل کشور آمریکا است.
از افتخارات وی می‌توان به‌ کسب مدال نقره بازی‌های المپیک ۲۰۲۴ پاریس اشاره کرد.